# Zápas ve volném stylu na Evropských hrách 2019
Soutěže zápasu ve volném stylu na II. Evropských hrách proběhly ve Sportovním paláci v Minsku ve dnech 25. až 28. června 2019.

## Informace a program
- Soutěžilo se v olympijských váhových kategoriích.
- Na rozdíl od roku 2015 turnaj nebyl spojen s mistrovstvím Evropy, které proběhlo v dubnu.
- Každá jednotlivá váhová kategorie byla omezena maximálním počtem 16 startujících, tj. celkem 192 účastníky.
- Soutěží v zápasu ve volném stylu se zúčastnilo 178 sportovců z 34 evropských zemí.
- 9 zemí mělo symbolickou účast jednoho sportovce.

### Vyřazovací boje
- ÚT – 25. 6. 2019 – muži (−57 kg, −74 kg, −86 kg, −125 kg)
- ST – 26. 6. 2019 – muži (−65 kg, −97 kg), ženy (−53 kg, −68 kg)
- ČT – 27. 6. 2019 – ženy (−50 kg, −57 kg, −62 kg, −76 kg)

### Souboje o medaile
- ST – 26. 6. 2019 – muži (−57 kg, −74 kg, −86 kg, −125 kg)
- ČT – 27. 6. 2019 – muži (−65 kg, −97 kg), ženy (−53 kg, −68 kg)
- PÁ – 28. 6. 2019 – ženy (−50 kg, −57 kg, −62 kg, −76 kg)

## Česká stopa
- -57 kg - Lenka Hocková
- -68 kg - Adéla Hanzlíčková

## Výsledky

### Muži
| Kategorie | Podrobně | Zlato                      | Stříbro                      | Bronz                         | Bronz                       |
| --------- | -------- | -------------------------- | ---------------------------- | ----------------------------- | --------------------------- |
| −57 kg    | podrobně | Mahir Amiraslanov (AZE)    | Stevan Mićić (SRB)           | Zaur Ugujev (RUS)             | Süleyman Atlı (TUR)         |
| −65 kg    | podrobně | Hadži Alijev (AZE)         | Vladimer Chinčegašvili (GEO) | Gor Ovanesjan (UKR)           | Achmed Čakajev (RUS)        |
| −74 kg    | podrobně | Zaurbek Sidakov (RUS)      | Soner Demirtaş (TUR)         | Chadžimurad Gadžijev (AZE)    | Avtandil Kenčadze (GEO)     |
| −86 kg    | podrobně | Dauren Kuruglijev (RUS)    | Ali Šabanov (BLR)            | Myles Amine (SMR)             | Ahmed Dudarov (GER)         |
| −97 kg    | podrobně | Abdulrašid Sadulajev (RUS) | Nurmagomed Gadžijev (AZE)    | Elizbar Odykadze (GEO)        | Alexandr Guštyn (BLR)       |
| −125 kg   | podrobně | Anzor Chizrijev (RUS)      | Givi Mačarašvili (GEO)       | Oleksandr Chocjanivskyj (UKR) | Džamaladdin Magomedov (AZE) |

### Ženy
| Kategorie | Podrobně | Zlato                         | Stříbro                       | Bronz                    | Bronz                     |
| --------- | -------- | ----------------------------- | ----------------------------- | ------------------------ | ------------------------- |
| −50 kg    | podrobně | Marija Stadnyková (AZE)       | Oksana Livačová (UKR)         | Evin Demirhanová (TUR)   | Miglena Selišká (BUL)     |
| −53 kg    | podrobně | Sofia Mattssonová (SWE)       | Julija Chavaldžyová (UKR)     | Stalvira Oršušová (RUS)  | Nina Hemmerová (GER)      |
| −57 kg    | podrobně | Irina Kuročkinová (BLR)       | Mimi Christovová (BUL)        | Olena Kolesnyková (AZE)  | Anastasia Nichitová (MDA) |
| −62 kg    | podrobně | Julija Tkačová (UKR)          | Elmira Gambarovová (AZE)      | Marija Kuzněcovová (RUS) | Kriszta Inczeová (ROU)    |
| −68 kg    | podrobně | Anastasija Grigorjevová (LAT) | Anastasija Bratčikovová (RUS) | Alla Čerkasovová (UKR)   | Sofia Georgievová (BUL)   |
| −76 kg    | podrobně | Vasilisa Marzaljuková (BLR)   | Francy Rädeltová (GER)        | Iselin Solheimová (NOR)  | Epp Mäeová (EST)          |